# Johann Graf (Komponist)
Johann Graf, auch Graaf oder Graff (* nach dem 26. März 1684 in Nürnberg; † 2. Februar 1750 in Rudolstadt) war ein deutscher Komponist.

## Leben
Johann Graf war zunächst Orchestermusiker und kam dann als Oboist zum Löffelholtzschen Regiment nach Ungarn. 1718 trat er als Hautboist und Violinist in den Dienst des Kurfürsten von Mainz, danach des Bischofs von Bamberg. 1723 wurde er Konzertmeister und 1739 Hofkapellmeister beim Fürsten Schwarzburg-Rudolstadt.
Graf komponierte zwölf melodisch sehr ansprechende Violinsonaten. Außerdem ist von ihm die neunstimmige Motette In convertendo überliefert.
Zwei seiner sechs Söhne, Christian Ernst Graf und Friedrich Hartmann Graf, traten ebenfalls als Komponisten hervor.